# Олдетрейне
Олдетрейне (нід. Oldetrijne) — село в нідерландській провінції Фрисландія. Входить до муніципалітету Вестстеллінгверф.
Його площа становить 9,89км², а населення станом на 2021 рік складало 215 осіб.
Перша згадка про населений пункт датується 1320-им роком.

## Галерея

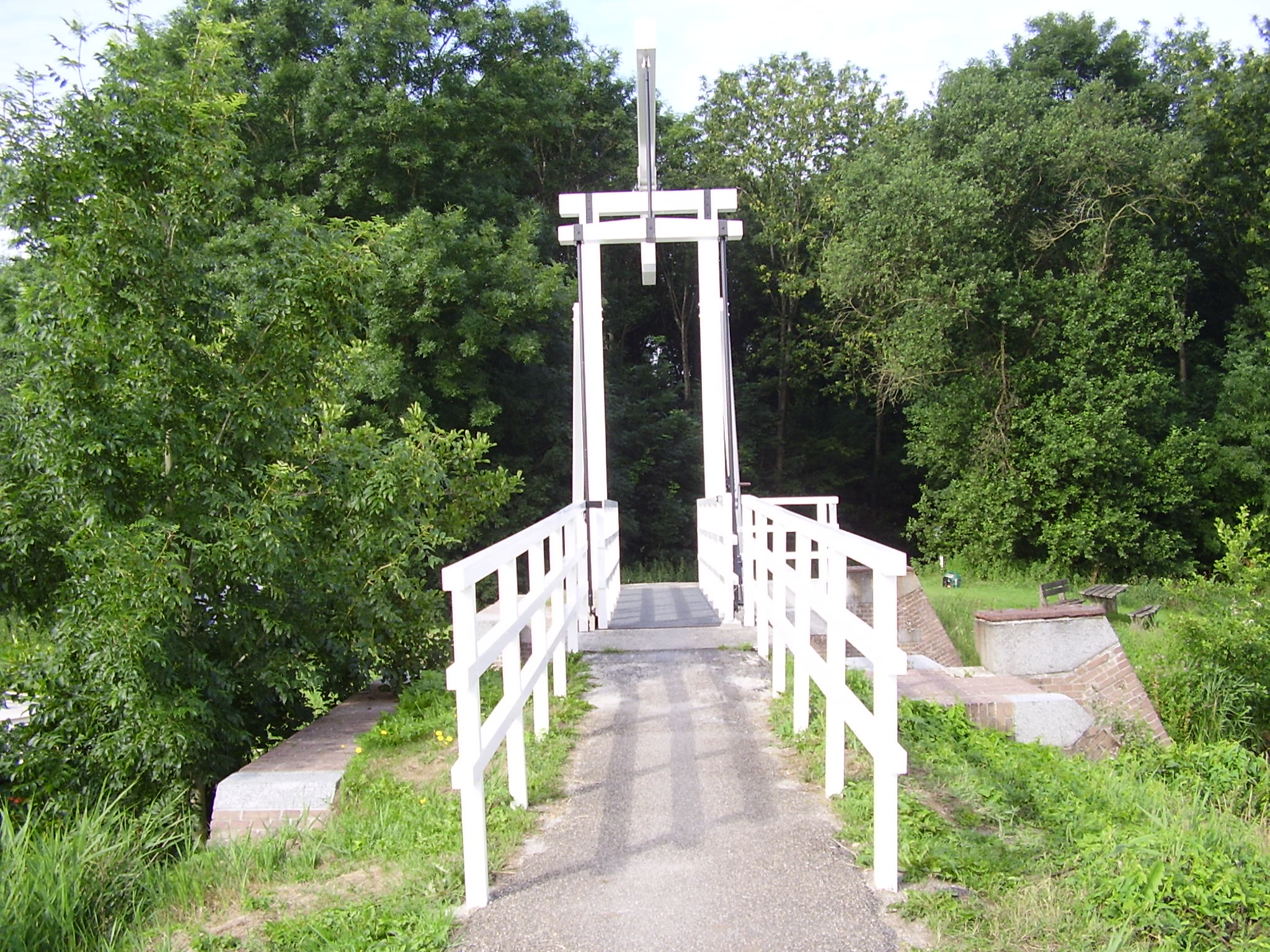
Велосипедний міст
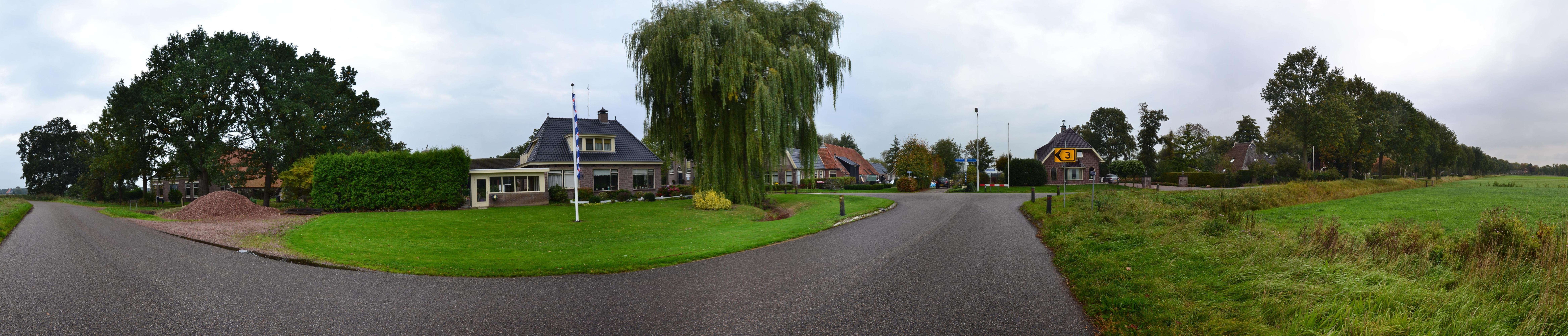
Панорама Олдетрейне